# Finn Dahmen
Finn Gilbert Dahmen (* 27. März 1998 in Wiesbaden) ist ein deutscher Fußballtorwart. Er spielte ab seinem zehnten Lebensjahr 15 Jahre lang für den 1. FSV Mainz 05. Der ehemalige Nachwuchsnationalspieler wurde mit der deutschen U21-Nationalmannschaft im Jahre 2021 Europameister. Seit der Saison 2023/24 steht er beim Bundesligisten FC Augsburg unter Vertrag.

## Karriere

### Verein
Dahmen, dessen Mutter Engländerin und dessen Vater Deutscher ist, kam im Jahr 2008 über den Wiesbadener Stadtteilverein FC Bierstadt und Eintracht Frankfurt in das Nachwuchsleistungszentrum des 1. FSV Mainz 05 und durchlief ab der E-Jugend (U11) die Jugendabteilung des Vereins. Dabei spielte er in den Spielzeiten 2013/14 und 2014/15 mit den B1-Junioren (U17) in der B-Junioren-Bundesliga sowie in den Spielzeiten 2015/16 und 2016/17 mit den A-Junioren (U19) in der A-Junioren-Bundesliga.
Zur Saison 2017/18 rückte Dahmen in die zweite Mannschaft auf, die in der viertklassigen Regionalliga Südwest spielte. Dort etablierte er sich als Stammtorhüter und absolvierte 27 Spiele. Beim Heimspiel gegen die zweite Mannschaft des VfB Stuttgart im April 2019 erzielte er in der Nachspielzeit mit der Hacke das Ausgleichstor. Er stand Anfang März 2018 unter dem Cheftrainer Sandro Schwarz hinter Florian Müller bei zwei Bundesligaspielen im Spieltagskader, da René Adler und Robin Zentner verletzt ausfielen und Jannik Huth den Verein kurz zuvor verlassen hatte.
Ende März 2018 unterschrieb Dahmen seinen ersten Profivertrag mit einer Laufzeit bis zum 30. Juni 2020. Zur Saison 2018/19 rückte er fest in den Profikader auf und war nach dem langfristigen Ausfall von Adler hinter Müller, Zentner und dem von einer Leihe zurückgekehrten Huth der vierte Torhüter. Er spielte daher 32-mal in der Regionalliga. Vor der Saison 2019/20 verlängerte der inzwischen 21-Jährige seine Vertragslaufzeit bis zum 30. Juni 2023. Nach Huths Weggang war er fortan hinter Müller und Zentner dritter Torwart. Da sich Zentner Anfang März 2020 einen Kreuzbandriss zugezogen hatte, saß Dahmen unter Trainer Achim Beierlorzer bei einigen Bundesligaspielen auf der Ersatzbank und absolvierte während dieser Zeit zehn Regionalligaspiele.
In die Saison 2020/21 startete Dahmen als Ersatztorwart hinter Zentner, nachdem Müller den Verein verlassen hatte. Er debütierte unter Interimstrainer Jan Siewert als Ersatz für den verletzten Zentner bei der 2:5-Niederlage gegen den FC Bayern München am 3. Januar 2021 in der Bundesliga; nach dessen Genesung war er zunächst wieder zweiter Torhüter unter dem neuen Trainer Bo Svensson. In den letzten beiden Spielen der Saison kam er erneut für den verletzten Zentner zum Einsatz. Auch in den letzten zwei Begegnungen der Saison 2021/22 spielte Dahmen – diesmal gab ihm Trainer Svensson die Gelegenheit, Spielpraxis zu sammeln. Als absehbar war, dass Dahmen auch in der Saison 2022/23 nur zweiter Torwart hinter Zentner bleiben würde, kündigte er an, den Verein spätestens 2023 mit seinem Vertragsende zu verlassen. Diesen Entschluss bekräftigte er im Februar 2023, obwohl er zu diesem Zeitpunkt mehrmals für den verletzten Zentner im Tor gestanden hatte.
Zur Saison 2023/24 schloss er sich dem Ligakonkurrenten FC Augsburg an. Am 26. April 2025 absolvierte Dahmen sein 50. Pflichtspiel für den FCA. Dadurch verlängerte sich sein Vertrag vorzeitig um ein Jahr bis zum 30. Juni 2027.

### Rekorde
Dahmen absolvierte von 2020 bis 2024 zunächst im Trikot des FSV Mainz 05 und dann im Trikot des FC Augsburg 35 Bundesligaspiele, ohne einmal zu null gespielt zu haben. Damit hält er seit dem 17. Februar 2024 einen Bundesligarekord, den zuvor Torwart Dietmar Linders innehatte.
Anfang 2025 brach Dahmen mit einer Serie von sechs Zu-Null-Spielen den zuvor von Marwin Hitz gehaltenen Vereinsrekord des FC Augsburg – zugleich eine der sechs längsten gegentorlosen Serien der Bundesliga-Geschichte.

### Nationalmannschaft
Im November 2012 absolvierte Dahmen ein Länderspiel für die deutsche U15-Nationalmannschaft. Von September bis Oktober 2014 folgten drei Einsätze in der U17-Auswahl. Mit ihr nahm er an der U17-Weltmeisterschaft 2015 in Chile teil, kam aber hinter Constantin Frommann nicht zum Einsatz. Anschließend war Dahmen von November 2015 bis April 2016 dreimal in der U18 aktiv, ehe im September und November 2016 je ein Einsatz in der U19 folgte. Nach zwei Jahren ohne Nominierung folgten zwischen September und November 2018 drei Einsätze in der U20-Auswahl. Nach weiteren zwei Jahren ohne Berücksichtigung war Dahmen ab November 2020 in der U21 aktiv. Trainer Stefan Kuntz berief ihn schließlich in den Kader für die Endrunde der Europameisterschaft 2021; wegen der COVID-19-Pandemie war das Turnier in eine Gruppenphase, die im März 2021 stattfand, sowie in eine Finalrunde, die vom 31. Mai 2021 bis zum 6. Juni 2021 ausgetragen wurde, geteilt. Er kam bei allen Spielen zum Einsatz und gewann mit der Mannschaft den Titel.

## Erfolge
- U21-Europameister: 2021

## Auszeichnungen
- Wahl in die VDV 11: 2024/25